# Pimelia obsoleta
Pimelia obsoleta es una especie de escarabajo del género Pimelia, tribu Pimeliini, familia Tenebrionidae. Fue descrita científicamente por Solier en 1836.

## Descripción
Mide 27 milímetros de longitud.

## Distribución
Se distribuye por Túnez y Argelia.